# الدوري التونسي لكرة اليد 1999–00
الدوري التونسي لكرة اليد 1999-2000 هو الدورة 45 من الدوري التونسي لكرة اليد.
فاز بهذا الموسم النادي الإفريقي.

## روابط خارجية
- الموقع الرسمي للجامعة التونسية لكرة اليد.